# Capitaine Singrid
Pour plus de détails, voir Fiche technique et Distribution.
Capitaine Singrid est un film franco-italo-portugais réalisé par Jean Leduc et sorti en 1968.

## Synopsis
Une bande de mercenaires sans foi ni loi sont engagés dans une guérilla au Congo.

## Fiche technique
- Titre : Capitaine Singrid
- Autre titre : Les Mercenaires du Katanga
- Réalisation : Jean Leduc
- Scénario : Jean Ardy, Jean Leduc et Bertrand Tavernier
- Photographie : Gilbert Sarthre
- Costumes : Mia Fonssagrives
- Montage : Linette Nicolas
- Musique : Dino Castro
- Sociétés de production :  Société Cinématographique Lyre - Les Films de l'Olivier - P.C.A. Produzione Film - Felipe de Solms Films
- Pays de production :  France -  Italie -  Portugal
- Durée : 90 minutes
- Date de sortie : France - 3 juillet 1968

## Distribution
- Elga Andersen : Singrid
- Robert Woods : Saint-Robert
- Jean-Claude Bercq : Tarquier
- Marc Michel : Vignal
- Giorgia Moll : Carol